# SMS Radetzky
Le SMS Radetzky est un cuirassé pré-Dreadnought de 1re classe (Schlachtschiff) de classe Radetzky construit pour la Marine austro-hongroise (K.u.K. Kriesgmarine), et baptisé du nom de Joseph Radetzky (1766-1858), comte et maréchal autrichien.

## Conception
Le Radetzky et ses deux sister-ships SMS Erzherzog Franz Ferdinand et SMS Zrínyi furent les trois derniers pré-dreadnoughts construits avant la première classe de type Dreadnought, la classe Tegetthoff.

## Histoire
Le navire naviguait en mer Méditerranée avant le déclenchement de la Première Guerre mondiale. Durant le conflit il resta souvent en escadre avec ses deux sister-ships dans le cadre de la Triple-Entente.

Il participa à plusieurs offensives par bombardement des rives de la mer Adriatique, contre les français et les italiens au Monténégro.

À la fin de la guerre il devait être transféré à la Yougoslavie. Le 10 novembre 1918, sous commandement de la marine yougoslave, sortant de Pula il doit se rendre à un escadron de sous-marins américains. Le traité de Paix de Saint-Germain-en-Laye du 10 septembre 1919  ne reconnaîtra pas le transfert de la flotte austro-hongroise à la Yougoslavie. Il sera cédé à l'Italie pour démantèlement en 1921.